# Praktflikmossa
Praktflikmossa (Leiocolea rutheana) är en bladmossart som först beskrevs av Karl Gustav Limpricht, och fick sitt nu gällande namn av Karl Müller. Enligt Catalogue of Life ingår Praktflikmossa i släktet Leiocolea och familjen Jungermanniaceae, men enligt Dyntaxa är tillhörigheten istället släktet Leiocolea och familjen Lophoziaceae. Arten är reproducerande i Sverige. Inga underarter finns listade i Catalogue of Life.